# Бојан Миладиновић
Бојан Миладиновић (Крушевац, 24. април 1982) је бивши српски фудбалер. Играо је на позицији одбрамбеног играча.

## Каријера
Као рођени Крушевљанин, каријеру је почео у Напретку. Као играч Напретка у сезонама 2001/02. и 2002/03. игра у друголигашком рангу, да би од сезоне 2003/04. заиграо у највишем рангу, Првој лиги СЦГ. Одиграо је једну полусезону за Напредак у Првој лиги, да би током зимског прелазног рока у сезони 2003/04. прешао у Црвену звезду.
У јануару 2004. је заједно са Марком Пантелићем и Бобаном Бајковићем представљен као појачање Црвене звезде. Играјући под тренером Славољубом Муслином, наступио је на једанаест првенствених утакмица током пролећа 2004, и на крају сезоне освојио дуплу круну. У јуну 2004. је са младом репрезентацијом Србије и Црне Горе освојио сребрну медаљу на Европском првенству у Немачкој.
Током лета 2004. Црвену звезду је преузео Љупко Петровић, а Миладиновић је сезону 2004/05. почео као првотимац. У двомечу са Јанг Бојсом, у оквиру 2. кола квалификација за Лигу шампиона, је постигао и гол на утакмици у Београду. Ипак Звезда је у наредном колу квалификација елиминисана од ПСВ-а, уз тежак пораз (0:5) у Ајндховену, а затим је испала и у 1. колу Куп УЕФА од Зенита, уз још један висок пораз у Санкт Петербургу (0:4). Миладиновић је на ових шест европских утакмица пет бута био стартер, а само је у реваншу против Зенита у Београду ушао са клупе. Након неуспеха у Европи, Љупко Петровић одлази са места тренера, а уместо њега долази Ратко Достанић, код кога је Миладиновић у наставку сезоне ретко добијао шансу.
У сезони 2005/06. код тренера Валтера Зенге, је освојио још једну дуплу круну, али је одиграо само шест првенствених, као и пет куп утакмица. У сезони 2006/07, у којој су на клупи Звезде седели прво Душан Бајевић а затим и Бошко Ђуровски, Миладиновић је још мање играо, али је освојио и трећу дуплу круну. Наступио је на само три првенствене утакмице, као и на једном сусрету у Купу.
Током лета 2008. се вратио у Напредак, и одиграо 16 утакмица у Суперлиги Србије током јесењег дела 2008/09. сезоне. Од 2009. године је заиграо за узбекистански Пахтакор из Ташкента. У овом клубу је провео наредних шест сезона, током којих је освојио две титуле као и два купа Узбекистана. Током 2015. године је играо у Малезији за екипу Фелда јунајтед. У јануару 2016. по трећи пут постаје играч Напретка, који се у том моменту такмичио у другом рангу, Првој лиги Србије. Напредак је у на крају сезоне 2015/16. освојио прво место у овом рангу такмичења, па је Миладиновић од сезоне 2016/17. заиграо са клубом у Суперлиги Србије. Као капитен је предводио Напредак у Суперлиги, да би након завршетка јесењег дела сезоне 2018/19. одлучио да заврши играчку каријеру.

## Успеси

### Клупски
Напредак
- Друга лига СР Југославије (1) : 2002/03.
- Прва лига Србије (1) : 2015/16.

Црвена звезда
- Првенство СЦГ / Суперлига Србије (3) : 2003/04, 2005/06, 2006/07.
- Куп СЦГ / Куп Србије (3) : 2003/04, 2005/06, 2006/07.

Пахтакор
- Суперлига Узбекистана (2) : 2012, 2014.
- Куп Узбекистана (2) : 2009, 2011.

### Репрезентативни
Србија и Црна Гора
- Европско првенство до 21. године: финалиста 2004.